# Pau Torres
Pau Francisco Torres (Villareal, 16 gennaio 1997) è un calciatore spagnolo, difensore dell'Aston Villa e della nazionale spagnola.

## Caratteristiche tecniche
È un difensore centrale, mancino, abile sia nella fase d'impostazione che in marcatura.

## Carriera

### Club

#### Gli inizi
Cresciuto calcisticamente nel settore giovanile del Villarreal. Ha esordito in campionato con la squadra delle riserve, Villarreal B il 21 agosto 2016, nella sconfitta esterna per 1-0 in Segunda División B contro il Cornellà. L'8 ottobre 2016 mette a segno il suo primo goal, nel pareggio casalingo per 2-2 contro il Badalona.

#### Villarreal e prestito al Malaga
Fa il suo esordio in Prima Squadra il 20 dicembre 2016, subentrando nel finale a Víctor Ruiz nel pareggio interno per 1–1 contro il Toledo nei sedicesimi di finale di Copa del Rey: questo esordio lo rende il primo giocatore nato a Vila-real e cresciuto nelle giovanili a debuttare per il club in 13 anni.
Torres ha giocato la sua prima partita nella Liga il 26 novembre 2017, sostituendo il compagno di squadra Manu Trigueros nella sconfitta interna per 2–3 contro il Siviglia; dieci giorni dopo debutta anche in Europa League, disputando da titolare la partita persa 1-0 nella fase a gironi contro il Maccabi Tel Aviv.
Il 6 agosto 2018 passa in prestito per tutta la stagione al Malaga. Con i Boquerones raccoglie 40 presenze ed 1 goal, contribuendo al raggiungimento degli spareggi promozione, prima di far ritorno al Submarino Amarillo.
Con i valenziani diventa titolare inamovibile, tanto da rinnovare il proprio contratto fino al 30 giugno 2024. Nella stagione 2020-2021, sotto la guida di Unai Emery, conquista la sua prima Europa League nella finale di Danzica contro il Manchester Utd, vincendo ai calci di rigore.
Lascia la società spagnola dopo aver collezionato complessivamente 173 presenze e 12 reti.

#### Aston Villa
Il 12 luglio 2023, dopo 20 anni tra giovanili e Prima Squadra, viene acquistato a titolo definitivo dall'Aston Villa, dove ritrova l'allenatore basco Emery.

### Nazionale
Il 15 novembre 2019 debutta con la nazionale maggiore nella sfida vinta per 7-0 contro Malta rimpiazzando al 61' Sergio Ramos, dove realizza anche il terzo goal degli iberici, esattamente un minuto dopo aver fatto l'ingresso in campo.
Ai Giochi Olimpici di Tokyo 2020, svoltisi tra la fine di luglio e l'inizio di agosto 2021, è titolare fisso della nazionale, giocando tutte le 6 partite e tutti i 630 minuti: come lui solo il portiere Unai Simón e l'altro difensore Eric García.

## Statistiche

### Presenze e reti nei club
Statistiche aggiornate al 13 maggio 2024 .
| Stagione            | Squadra             | Campionato          | Campionato | Campionato | Coppe nazionali | Coppe nazionali | Coppe nazionali | Coppe continentali | Coppe continentali | Coppe continentali | Altre coppe | Altre coppe | Altre coppe | Totale | Totale | Totale |
| Stagione            | Squadra             | Comp                | Pres       | Reti       | Comp            | Pres            | Reti            | Comp               | Pres               | Reti               | Comp        | Pres        | Reti        | Pres   | Reti   |        |
| ------------------- | ------------------- | ------------------- | ---------- | ---------- | --------------- | --------------- | --------------- | ------------------ | ------------------ | ------------------ | ----------- | ----------- | ----------- | ------ | ------ | ------ |
| 2016-2017           | Villarreal B        | SDB                 | 34         | 2          | -               | -               | -               | -                  | -                  | -                  | -           | -           | -           | 34     | 2      |        |
| 2017-2018           | Villarreal B        | SDB                 | 25+6       | 0          | -               | -               | -               | -                  | -                  | -                  | -           | -           | -           | 31     | 0      |        |
| Totale Villarreal B | Totale Villarreal B | Totale Villarreal B | 59+6       | 2+0        |                 | -               | -               |                    | -                  | -                  |             | -           | -           | 65     | 2      |        |
| 2016-2017           | Villarreal          | PD                  | 0          | 0          | CR              | 1               | 0               | UCL                | 0                  | 0                  | -           | -           | -           | 1      | 0      |        |
| 2017-2018           | Villarreal          | PD                  | 2          | 0          | CR              | 3               | 0               | UEL                | 1                  | 0                  | -           | -           | -           | 6      | 0      |        |
| 2018-2019           | Malaga              | SD                  | 38+2       | 1+0        | CR              | 0               | 0               | -                  | -                  | -                  | -           | -           | -           | 40     | 1      |        |
| 2019-2020           | Villarreal          | PD                  | 34         | 2          | CR              | 2               | 0               |                    | -                  | -                  |             | -           | -           | 36     | 2      |        |
| 2020-2021           | Villarreal          | PD                  | 33         | 2          | CR              | 2               | 0               | UEL                | 9                  | 1                  | -           | -           | -           | 44     | 3      |        |
| 2021-2022           | Villarreal          | PD                  | 33         | 5          | CR              | 1               | 0               | UCL                | 12                 | 1                  | SU          | 1           | 0           | 46     | 6      |        |
| 2022-2023           | Villarreal          | PD                  | 34         | 1          | CR              | 2               | 0               | UECL               | 3                  | 0                  | -           | -           | -           | 39     | 1      |        |
| Totale Villarreal   | Totale Villarreal   | Totale Villarreal   | 136        | 10         |                 | 11              | 0               |                    | 25                 | 2                  |             | 1           | 0           | 172    | 12     |        |
| 2023-2024           | Aston Villa         | PL                  | 29         | 2          | FACup+CdL       | 0+1             | 0               | UECL               | 9                  | 0                  | -           | -           | -           | 38     | 2      |        |
| Totale carriera     | Totale carriera     | Totale carriera     | 270        | 15         |                 | 12              | 0               |                    | 34                 | 2                  |             | 1           | 0           | 317    | 17     |        |

### Cronologia presenze e reti in nazionale
| Cronologia completa delle presenze e delle reti in nazionale ― Spagna | Cronologia completa delle presenze e delle reti in nazionale ― Spagna | Cronologia completa delle presenze e delle reti in nazionale ― Spagna | Cronologia completa delle presenze e delle reti in nazionale ― Spagna | Cronologia completa delle presenze e delle reti in nazionale ― Spagna | Cronologia completa delle presenze e delle reti in nazionale ― Spagna | Cronologia completa delle presenze e delle reti in nazionale ― Spagna | Cronologia completa delle presenze e delle reti in nazionale ― Spagna |
| Data                                                                  | Città                                                                 | In casa                                                               | Risultato                                                             | Ospiti                                                                | Competizione                                                          | Reti                                                                  | Note                                                                  |
| --------------------------------------------------------------------- | --------------------------------------------------------------------- | --------------------------------------------------------------------- | --------------------------------------------------------------------- | --------------------------------------------------------------------- | --------------------------------------------------------------------- | --------------------------------------------------------------------- | --------------------------------------------------------------------- |
| 15-11-2019                                                            | Cadice                                                                | Spagna                                                                | 7 – 0                                                                 | Malta                                                                 | Qual. Euro 2020                                                       | 1                                                                     | 61’                                                                   |
| 3-9-2020                                                              | Stoccarda                                                             | Germania                                                              | 1 – 1                                                                 | Spagna                                                                | UEFA Nations League 2020-2021 - 1º turno                              | -                                                                     |                                                                       |
| 6-9-2020                                                              | Madrid                                                                | Spagna                                                                | 4 – 0                                                                 | Ucraina                                                               | UEFA Nations League 2020-2021 - 1º turno                              | -                                                                     |                                                                       |
| 10-10-2020                                                            | Madrid                                                                | Spagna                                                                | 1 – 0                                                                 | Svizzera                                                              | UEFA Nations League 2020-2021 - 1º turno                              | -                                                                     |                                                                       |
| 13-10-2020                                                            | Kiev                                                                  | Ucraina                                                               | 1 – 0                                                                 | Spagna                                                                | UEFA Nations League 2020-2021 - 1º turno                              | -                                                                     |                                                                       |
| 14-11-2020                                                            | Basilea                                                               | Svizzera                                                              | 1 – 1                                                                 | Spagna                                                                | UEFA Nations League 2020-2021 - 1º turno                              | -                                                                     |                                                                       |
| 17-11-2020                                                            | Siviglia                                                              | Spagna                                                                | 6 – 0                                                                 | Germania                                                              | UEFA Nations League 2020-2021 - 1º turno                              | -                                                                     |                                                                       |
| 4-6-2021                                                              | Madrid                                                                | Spagna                                                                | 0 – 0                                                                 | Portogallo                                                            | Amichevole                                                            | -                                                                     | 63’                                                                   |
| 14-6-2021                                                             | Siviglia                                                              | Spagna                                                                | 0 – 0                                                                 | Svezia                                                                | Euro 2020 - 1º turno                                                  | -                                                                     |                                                                       |
| 19-6-2021                                                             | Siviglia                                                              | Spagna                                                                | 1 – 1                                                                 | Polonia                                                               | Euro 2020 - 1º turno                                                  | -                                                                     | 81’                                                                   |
| 23-6-2021                                                             | Siviglia                                                              | Slovacchia                                                            | 0 – 5                                                                 | Spagna                                                                | Euro 2020 - 1º turno                                                  | -                                                                     | 71’                                                                   |
| 28-6-2021                                                             | Copenaghen                                                            | Croazia                                                               | 3 – 5 dts                                                             | Spagna                                                                | Euro 2020 - Ottavi di finale                                          | -                                                                     | 71’                                                                   |
| 2-7-2021                                                              | San Pietroburgo                                                       | Svizzera                                                              | 1 – 1 dts (1 – 3 dtr)                                                 | Spagna                                                                | Euro 2020 - Quarti di finale                                          | -                                                                     | 113’                                                                  |
| 6-7-2021                                                              | Londra                                                                | Italia                                                                | 1 – 1 dts (4 – 2 dtr)                                                 | Spagna                                                                | Euro 2020 - Semifinale                                                | -                                                                     | 109’                                                                  |
| 6-10-2021                                                             | Milano                                                                | Italia                                                                | 1 – 2                                                                 | Spagna                                                                | UEFA Nations League 2020-2021 - Semifinale                            | -                                                                     |                                                                       |
| 14-11-2021                                                            | Siviglia                                                              | Spagna                                                                | 1 – 0                                                                 | Svezia                                                                | Qual. Mondiali 2022                                                   | -                                                                     |                                                                       |
| 26-3-2022                                                             | Cornellà de Llobregat                                                 | Spagna                                                                | 2 – 1                                                                 | Albania                                                               | Amichevole                                                            | -                                                                     |                                                                       |
| 2-6-2022                                                              | Siviglia                                                              | Spagna                                                                | 1 – 1                                                                 | Portogallo                                                            | UEFA Nations League 2022-2023 - 1º turno                              | -                                                                     |                                                                       |
| 9-6-2022                                                              | Lancy                                                                 | Svizzera                                                              | 0 – 1                                                                 | Spagna                                                                | UEFA Nations League 2022-2023 - 1º turno                              | -                                                                     |                                                                       |
| 24-9-2022                                                             | Saragozza                                                             | Spagna                                                                | 1 – 2                                                                 | Svizzera                                                              | UEFA Nations League 2022-2023 - 1º turno                              | -                                                                     |                                                                       |
| 27-9-2022                                                             | Braga                                                                 | Portogallo                                                            | 0 – 1                                                                 | Spagna                                                                | UEFA Nations League 2022-2023 - 1º turno                              | -                                                                     |                                                                       |
| 17-11-2022                                                            | Amman                                                                 | Giordania                                                             | 1 – 3                                                                 | Spagna                                                                | Amichevole                                                            | -                                                                     |                                                                       |
| 1-12-2022                                                             | Al Rayyan                                                             | Giappone                                                              | 2 – 1                                                                 | Spagna                                                                | Mondiali 2022 - 1º turno                                              | -                                                                     |                                                                       |
| 16-11-2023                                                            | Limassol                                                              | Cipro                                                                 | 1 – 3                                                                 | Spagna                                                                | Qual. Euro 2024                                                       | -                                                                     |                                                                       |
| Totale                                                                |                                                                       | Presenze                                                              | 24                                                                    |                                                                       | Reti                                                                  | 1                                                                     |                                                                       |

## Palmarès

### Club
- UEFA Europa League: 1

Villareal: 2020-2021

### Nazionale
- Argento olimpico: 1

Tokyo 2020

### Individuale
- Squadra della stagione della UEFA Europa League: 1

2020-2021